# Заливино (Калининградская область)
Заливино — посёлок в Полесском районе Калининградской области. Входит в состав Головкинского сельского поселения.

## Население
| 2002 | 2010 |
| ---- | ---- |
| 700  | ↘622 |

## История
В 1868 году в Лабагинене был построен маяк.
В 1938 году Лабагинен был переименован в Хаффвинкель.
24 января 1945 года поселки Риндерорт и Хаффвинкель были взяты воинами 115-й и 325-й стрелковых дивизий 43-й армии 3-го Белорусского фронта.
В 1946 году переименован в Заливино.

## Достопримечательности
В посёлке сохранился один из трёх маяков довоенной постройки на территории Калининградской области. Маяк, известный как маяк Риндерорта, поставленный в 1868 году в виде керосинового фонаря с линзой на деревянной штанге длиной 12 метров, в 1908 году был возведён в камне. В комплексе маяка — кирпичная башня высотой более 15 метров с каменной винтовой лестницей и кирпичный домик смотрителя. В 2020 году исторический маяк стал объектом музея Мирового океана и охраняется государством. Музеем принято решение о восстановлении маяка, благоустройстве территории и создании экспозиции в выкупленном доме маячника с помощью системы краудфандинга.